# Stazione di Marmore
Stazione di Marmore vasútállomás Olaszországban, Umbria régióban, Terni településen.

## Vasútvonalak
Az állomást az alábbi vasútvonalak érintik:
- Terni–Sulmona-vasútvonal

## Kapcsolódó állomások
A vasútállomáshoz az alábbi állomások vannak a legközelebb: 
- Piediluco train station
- Stazione di Stroncone